# Särkjärvi (sjö i S:t Michel, Södra Savolax)
Särkjärvi är en sjö i kommunen S:t Michel i landskapet Södra Savolax i Finland. Sjön ligger 84,8 meter över havet. Arean är 75 hektar och strandlinjen är 8,17 kilometer lång. Sjön  ingår i Vuoksens huvudavrinningsområde.   Den ligger omkring 30 kilometer sydöst om S:t Michel och omkring 210 kilometer nordöst om Helsingfors. 